# 田中雄介
田中 雄介（たなか ゆうすけ、1968年6月6日 - ）は、静岡県静岡市出身のフリーアナウンサー、有限会社Y'z crew、株式会社crewz代表取締役。

## 来歴・人物
東京経済大学経済学部経済学科卒。1992年4月に、テレビ静岡のアナウンサーとして入社。
1996年6月に退社し、フリーアナウンサーとなる。かつて、大橋巨泉事務所（現：オーケープロダクション）に在籍していたこともあり、当時の芸名「田中雄望」（たなかゆうぼう）は巨泉が名付け親である。
2006年1月に有限会社Y'z crew、同年11月に株式会社crewzを設立。その頃から、スポーツ実況では本名の「雄介」を使用している。
また、生島ヒロシの休暇中のピンチヒッターとして「おはよう定食」と「おはよう一直線」（共にTBSラジオ）を担当している。
はなまるマーケットでリポーターとして全国各地を旅歩き、食に興味をもつようになった。40歳を前に20代から携わっている食に関する冠ラジオ番組をもつ。（JA全農プレゼンツ田中雄介の食卓応援隊）

## 担当番組

### テレビ
- サッカー実況（スカイパーフェクTV!・J SPORTS等）
- ゴルフ実況（ゴルフネットワーク）
- 野球実況（テレビ埼玉 高校野球埼玉大会）
- ゴル魂（テレビ埼玉）
- 究極のヒーローは誰だ!新スポーツエンターテインメント KuroOvi選手権（実況担当、ファミリー劇場）[3]
- Let's ゴルっち!（とちぎテレビ、ゴルフネットワーク、TOKYO MX2）[4]
- はなまるマーケット（TBS）
- 筋肉番付（TBS）
- 筋肉精鋭（TBS）
- ガチンコ!（TBS）
- GAEA G-PANIC!!（実況）（GAORA）
- ゼベック・オンライン（東京MXテレビ）
- 日曜ビッグバラエティ（テレビ東京）
- 絶品!地球まるかじり（テレビ東京）
- ニュースプラス1【憤激リポート】（日本テレビ）
- 通販大王（司会）（BSフジ）
- バイキング VIKING（実況）（フジテレビ）

### ラジオ
- 生島ヒロシのおはよう定食（生島のピンチヒッター）（TBSラジオ）
- 生島ヒロシのおはよう一直線（生島のピンチヒッター）（TBSラジオ）
- FRIDAY SUPER COUNTDOWN 50（文化放送）
- JA全農プレゼンツ 田中雄介の食卓応援隊（TBSラジオ）
- 万田発酵 presents 朝ドレ情報いちばん（TBSラジオ）